# Грэм, Кеннет
Кеннет Грэм (англ. Kenneth Grahame; 8 марта 1859 — 6 июля 1932) — британский (шотландский) писатель

, мировую славу которому принесла книга «Ветер в ивах», написанная в 1908 году.

## Биография
Кеннет Грэм родился 8 марта 1859 года в Эдинбурге. В 1864 году от скарлатины умерла его мать, а спустя три года его отец, страдающий от алкоголизма, уехал во Францию, оставив троих детей на попечении родственников. Грэма взяла на воспитание его бабушка, жившая в Беркшире на берегах Темзы. Учась в школе святого Эдварда в Оксфорде, он проявил определённые способности и планировал поступить в Оксфордский университет, но его дядя, опекавший его, из-за высокой стоимости обучения не позволил ему продолжать образование. Вместо этого в 1879 году Грэм поступил на службу в Банк Англии, в котором прослужил до 1907 года.

## Литературное творчество
С 1880 года начал писать эссе, некоторые из них в 1893 году были опубликованы в книге «Языческие записи» («Pagan papers»). Также он публиковал свои рассказы в журнале «Нэшнл Обсервер» (англ. «National Observer»), в основном это были воспоминания о детстве, которые затем легли в основу книг «Золотые годы» (или «Век золотой», «The Golden Age», 1895) и «Дни грёз» («Dream Days», 1898). В сборник «Дни грёз» вошла также повесть «Дракон-лежебока» («The Reluctant Dragon»), по которой в 1941 году «The Walt Disney Company» выпустила одноимённый мультфильм.
22 июля 1899 года Грэм женился на Элспит Томпсон, но этот брак нельзя назвать счастливым. Единственным, что объединяло супругов, был их сын Аластер, родившийся раньше срока 12 мая 1900 года, — болезненный, слабый, слепой на один глаз мальчик. Именно для него Кеннет Грэм начал сочинять и записывать рассказы о мистере Тоуде (Жабе), которые легли в основу книги «Ветер в ивах». Прототипом мистера Жаббса стал сам Аластер, который рос экзальтированным и неконтролируемым ребенком, при этом родители между собой считали его непризнанным гением.
Американские издательства не приняли рукопись, но в 1908 году книга увидела свет в Англии и принесла автору широкую известность. В 1930 году эта повесть легла в основу пьесы Алана Милна «Мистер Жабб из Жабб-холла», весьма популярной до сих пор. В 1993 году Уильям Хорвуд написал четыре книги — продолжения «Сказки под ивами» о дальнейших похождениях героев Грэма.
В России творчество Грэма долгое время было неизвестно широкой общественности, и только в 1988 году, через 80 лет после первого издания, книга «Ветер в ивах» была переведена Ириной Токмаковой и вышла на русском языке. Одновременно с Ириной Токмаковой повесть перевел Владимир Резник, но его работу отвергли ленинградские издательства в 1980-е годы. Впервые перевод Резника с его же рисунками был опубликован за счёт спонсора в 1992 году, после чего не переиздавался. В 1997 году Владимир Резник умер. Перевод Токмаковой — более эмоциональный, без литературных преамбул и оборотов, которые есть в других переводах. Судить о переводе Владимира Резника можно только прочитав его, но получить доступ к тексту непросто: перевод не переиздавался, а желающих приобрести книгу первого (и пока последнего) издания у букинистов достаточно много.

## Смерть сына и последние годы
Несмотря на литературный успех, Грэм практически полностью прекратил литературную деятельность. Тяжким ударом для него стало самоубийство сына, который бросился под поезд 7 мая 1920 года, незадолго до своего 20-летия. Из уважения к писателю в официальном извещении о смерти Аластера в качестве причины указали несчастный случай. Трагедия практически лишила смысла жизнь Грэма и его жены, у которых и раньше было мало общего.
Кеннет Грэм скончался 6 июля 1932 года и был похоронен в Оксфорде, на кладбище Холиуэлл (англ.).

## Экранизации
- 1941 «The Reluctant Dragon»
- 1949 «Приключения Икабода и мистера Тоада»